# ویک-اکسمپلت
ویک-اکسمپلت (به فرانسوی: Vicq-Exemplet) یک کمون در فرانسه است که در اندر واقع شده‌است. ویک-اکسمپلت ۳۸٫۷۴ کیلومتر مربع مساحت و ۳۲۷ نفر جمعیت دارد و ۲۴۰ متر بالاتر از سطح دریا واقع شده‌است.